# Cylch-y-Garn
Cylch-y-Garn är en community i Storbritannien.   Den ligger på ön Anglesey i kommunen Isle of Anglesey och riksdelen Wales, i den sydvästra delen av landet, 400 km nordväst om huvudstaden London. 
De tre största byarna i Cylch-y-Garn är Llanfair-yng-Nghornwy, Llanrhyddlad och Rhydwyn.